# Waldemar Krause
Waldemar Krause, född 15 juli 1908 i Strassburg, död 11 april 1992 i Niedernstöcken, var en tysk SS-Sturmbannführer och Kriminalrat. Han var från augusti 1943 till januari 1944 chef för Sonderkommando 4b inom Einsatzgruppe C.

## Biografi

### Operation Barbarossa
I gryningen den 22 juni 1941 anföll Tyskland sin tidigare bundsförvant Sovjetunionen och inledde den omfattande Operation Barbarossa. Enligt Tysklands Führer Adolf Hitler innebar kriget mot Sovjetunionen ett ideologiskt förintelsekrig och den ”judisk-bolsjevikiska intelligentian” måste elimineras. Efter de framryckande tyska arméerna följde Einsatzgruppen, mobila insatsgrupper. Chefen för Reichssicherheitshauptamt, Reinhard Heydrich, gav insatsgrupperna i uppdrag att mörda judar, romer, partisaner, politiska kommissarier (så kallade politruker) och andra personer som ansågs hota Tredje rikets säkerhet. Beträffande insatsgruppernas massmord på judar mördades initialt endast män, men i augusti 1941 gav Reichsführer-SS Heinrich Himmler order om att massmordet även skulle inbegripa kvinnor och barn. I augusti 1943 avlöste Krause Friedrich Suhr som befälhavare för Sonderkommando 4b inom Einsatzgruppe C. Den 13 eller den 14 december 1943 arkebuserade Krauses kommando omkring 1 000 kvarvarande judiska hantverkare i Volodymyr.